# Manuela de Freitas
Maria Manuela Gouvêa de Freitas (* 4. September 1940 in Lissabon) ist eine portugiesische Schauspielerin. Sie gilt als eine renommierte Theaterschauspielerin und als eine der überzeugendsten Darstellerin des Portugiesischen Films.

## Leben
Als Gymnasiastin und danach als Verwaltungsangestellte spielte sie in der Freizeit Theater. Noch als Laiendarstellerin machte sie erste ernsthaftere Schritte, als sie 1962 zur Theatergruppe des Centro Nacional de Cultura unter Fernando Amado stieß. Als kurz später die Theatergruppe mit anderen Laiengruppen das Theater Casa da Comédia gründete, gehörte sie zum Ensemble. 1963/64 stellte sie ihre Theateraktivitäten weitgehend ein, mit einer Unterbrechung 1964, als sie am Teatro Villaret in Jean Anouilhs Antigone spielte, inszeniert von Jacinto Ramos.
1965 ging sie nach Brasilien, um bei einem portugiesisch-brasilianischen Theaterprojekt mit einem, vom brasilianischen Regisseur Luís de Lima inszenierten Stück über Gil Vicente im Rahmen der Portugal-Ausstellung Hoje mitzuwirken. Zunächst nur als Assistentin mitgereist, sprang sie im Verlauf der Aufführungen für eine ausgefallene Schauspielerin ein und erhielt am Ende einen brasilianischen Theaterpreis für neue Gesichter für ihre Darbietung.
Zurück in Portugal, kehrte sie 1966 zunächst zu ihrer Bürotätigkeit zurück. Als Luís de Lima 1967 für ein Engagement nach Portugal kam und erneut das Stück über Gil Vicente inszenierte, holte er Manuela de Freitas erneut ins Ensemble, allerdings mit neuer Rolle. Danach stand sie zusammen mit Laura Alves am Teatro Capitólio auf der Bühne und ging 1968 wieder ans Teatro Villaret, wo sie in Artur Ramos Inszenierung von Peter Shaffers O Fusível (dt.: „Komödie im Dunkeln“) mitwirkte.
1969 stand sie unter Regisseur Caetano Luca de Tena auf der Bühne des Teatro Nacional D. Maria II und belegte den Kurs von Adolfo Gutkin an der Gulbenkian-Stiftung. In den beiden Folgejahren verstärkte sie dann ihre nun auch zunehmend von der Kritik beachtete Schauspielkarriere in einer Reihe Inszenierungen der Casa da Comédia.
Im Mai 1972 zerfiel die Theatergruppe der Casa da Comédia, und die Comuna entstand. Freitas gehörte dabei zu den Gründern des Teatro da Comuna, das bis 1979 Akzente in der portugiesischen Theaterszene setzen sollte. 1973 brachte João Mota dann Freitas' selbstgeschriebenes Stück Ceia dort auf die Bühne, das in dem Jahr als bestes neues portugiesisches Theaterstück ausgezeichnet wurde. Sie spielte in einer Vielzahl weiterer Stücke dort, bis sie am 23. Dezember 1979 dort ausgeschlossen wurde. Mit anderen Comuna-Dissidenten gründete sie danach das Teatro do Mundo und spielte noch im gleichen Jahr in dem von ihrem neuen Theaterkollektiv geschaffenen Stück A Secreta Família, unter der Regie von Adolfo Gutkin.
Es folgte eine Reihe weiterer Schauspielrollen dort, in Stücken von Tschechow, Kleist, Listopad und vielen Eigenkreationen des Kollektivs. Dort inszenierte sie 1983 auch erstmals selbst ein Stück, Anno IV, D. C., auf Grundlage von Texten Albert Camus'.
Nach dem Ende des Teatro do Mundo im gleichen Jahr band sich Freitas an kein Haus mehr. Es folgten wechselnde Engagements bei bedeutenden Produktionen, so noch 1983 im Teatro Nacional D. Maria II in Paul Claudels O Anúncio Feito a Maria („L’annonce faite à Marie“), in Luís Miguel Cintras Inszenierungen von Shakespeares „Richard III.“ (1985) und Strindbergs „Vater“ (Pai) am Teatro Cornucópia, und in Samuel Becketts „Endspiel“ (Final) am Teatro Politeama (1989).
Seit 1996 ist sie Vize-Präsidentin der Cinemateca Portuguesa.
1998 stand sie das letzte Mal in einer regulären Theaterproduktion auf der Bühne, danach zog sie sich von der Theaterbühne zurück und trat nur noch gelegentlich in Filmen auf.
Neben ihren vielen Theaterrollen trat sie immer wieder auch in Fernsehfilmen und Theateraufzeichnungen im Fernsehen auf und sprach zwei Schallplatten mit Rezitationen von Gedichten ein. Sie schrieb Liedtexte für José Mário Branco und andere, gab Fortbildungskurse für angehende Fernsehjournalisten beim öffentlich-rechtlichen Fernsehen RTP (1980) und unterhielt eine Rubrik beim Hörfunksender Rádio Comercial (1981).
Sie wirkte auch im Portugiesischen Kino mit, neben einer Vielzahl Schauspielrollen auch gelegentlich als Synchronsprecherin. Nach einer ersten Rolle in Manoel de Oliveiras „Vergangenheit und Gegenwart“ (O Passado e o Presente, 1970) spielte sie in vielen weiteren Filmen Oliveiras und anderen mit, vor allem in den Werken João César Monteiros begeisterte sie dabei die Kritik, gleichwohl sie nie eine Hauptrolle in einem Film spielte.
Am 6. Juni 2008 wurde sie mit dem Orden des Infanten Dom Henrique im Offiziersrang ausgezeichnet.

## Filmografie
| - 1965: O Bosque (Fernsehfilm der RTP) - 1966: Sete Pecados Mortais (Mehrteiler der RTP, eine Folge) - 1968: Ifigénia (Fernsehfilm der RTP) - 1968: Paulina Vestida de Azul (Fernsehfilm der RTP) - 1968: Caixa de Pandora (Fernsehfilm der RTP) - 1970: Três Máscaras (Fernsehfilm der RTP) - 1972: Vergangenheit und Gegenwart (O Passado e o Presente), R: Manoel de Oliveira - 1972: Fragmentos de um Filme Esmola: A Sagrada Família, R: João César Monteiro - 1974: Entremês Famoso Sobre da Pesca no Rio Minho (Kurzfilm), R: Luís Galvão Teles - 1977: Veredas, R: João César Monteiro - 1978: Das Verhängnis der Liebe (Amor de Perdição, Mehrteiler der RTP, 3 Folgen) - 1981: Francisca, R: Manoel de Oliveira - 1981: Silvestre (Sprecherin), R: João César Monteiro - 1981: Dina e Django, R: Solveig Nordlund - 1981: Rita, R: José Ribeiro Mendes - 1982: Arábia (Kurzfilm, Sprecherin), R: Rosa Coutinho Cabral - 1984: O Lugar do Morto, R: António-Pedro Vasconcelos - 1984: Ninguém Duas Vezes, R: Jorge Silva Melo - 1985: Der seidene Schuh (Le soulier de satin), R: Manoel de Oliveira - 1985: A Mão Fechada (Kurzfilm), R: José Diogo Gonçalves - 1986: Auf dem Meer (À Flor do Mar), R: João César Monteiro - 1987: O Desejado, R: Paulo Rocha | - 1988: Três Menos Eu, R: João Canijo - 1988: Agosto, R: Jorge Silva Melo - 1988: A Propósito da Bandeira Nacional (Kurzfilm, Sprecherin), R: Manoel de Oliveira - 1989: Das Blut (O Sangue, nicht im Abspann genannt), R: Pedro Costa - 1989: Erinnerungen an das gelbe Haus (Recordações da Casa Amarela), R: João César Monteiro - 1990: O Som da Terra a Tremer, R: Rita Azevedo Gomes - 1992: Rosa Negra, R: Margarida Gil - 1992: Xavier, R: Manuel Mozos - 1993: Coitado do Jorge, R: Jorge Silva Melo - 1993: Longe Daqui, R: João Guerra - 1995: Corte de Cabelo, R: Joaquim Sapinho - 1995: Die göttliche Komödie (A Comédia de Deus), R: João César Monteiro - 1995: Paraíso Perdido, R: Alberto Seixas Santos - 1997: Radio (Kurzfilm), R: Lance Kneeshaw - 1997: Das Becken von John Wayne (Le Bassin de John Wayne), R: João César Monteiro - 1999: Deus’ Hochzeit (As Bodas de Deus), R: João César Monteiro - 2000: A Raiz do Coração, R: Paulo Rocha - 2001: Frágil Como o Mundo, R: Rita Azevedo Gomes - 2003: Kommen und Gehen (Vai e Vem), R: João César Monteiro - 2003: Antes Que o Tempo Mude, R: Luís Fonseca - 2016: Zeus, R: Paulo Filipe Monteiro - 2018: Die Portugiesin (A Portuguesa), R: Rita Azevedo Gomes |